# Marien (piosenkarka)
Marien, właśc. Maria Nieszpaur (ur. 4 kwietnia 2005 w Warszawie) – polska piosenkarka.

## Życiorys
Jako dziecko uczyła się w klasie skrzypiec i fortepianu w szkole muzycznej, a także pobierała lekcje śpiewu. W 2020 nagrała utwór „Nie zapomnę”, który napisali dla niej Romuald Lipko i Marek Dutkiewicz. W tym samym roku premierę miały jeszcze jej dwie piosenki: „Dwa metry do gwiazd” i „Nie zapomnę”. Nagrała utwory „Nothing to Loose” [sic!] i „Trouble Maker”, które znalazły się na ścieżce dźwiękowej do filmu Barbary Białowąs i Tomasza Mandesa 365 dni: Ten dzień (2022).
W 2022 wydała singiel „Sama”, z którym zajęła ostatnie, 10. miejsce w konkursie „Premiery” w ramach 49. Krajowego Festiwalu Piosenki Polskiej w Opolu i dotarła do 14. miejsca na oficjalnej liście przebojów AirPlay. W 2023 nagrała utwór „Mój stan” z duetem Mike & Laurent. W listopadzie 2024 wzięła udział oraz wygrała w konkursie Oriental Music Challenge. W grudniu tego samego roku razem z innymi wykonawcami zagrała serię koncertów świątecznych „Wielkie kolędowanie w USA” w Stanach Zjednoczonych. 14 lutego 2025 z utworem „Can’t Hide” zajęła przedostatnie, 10. miejsce w finale polskich eliminacji do 69. Konkursu Piosenki Eurowizji.